# Punto caldo dell'Isola di Pasqua

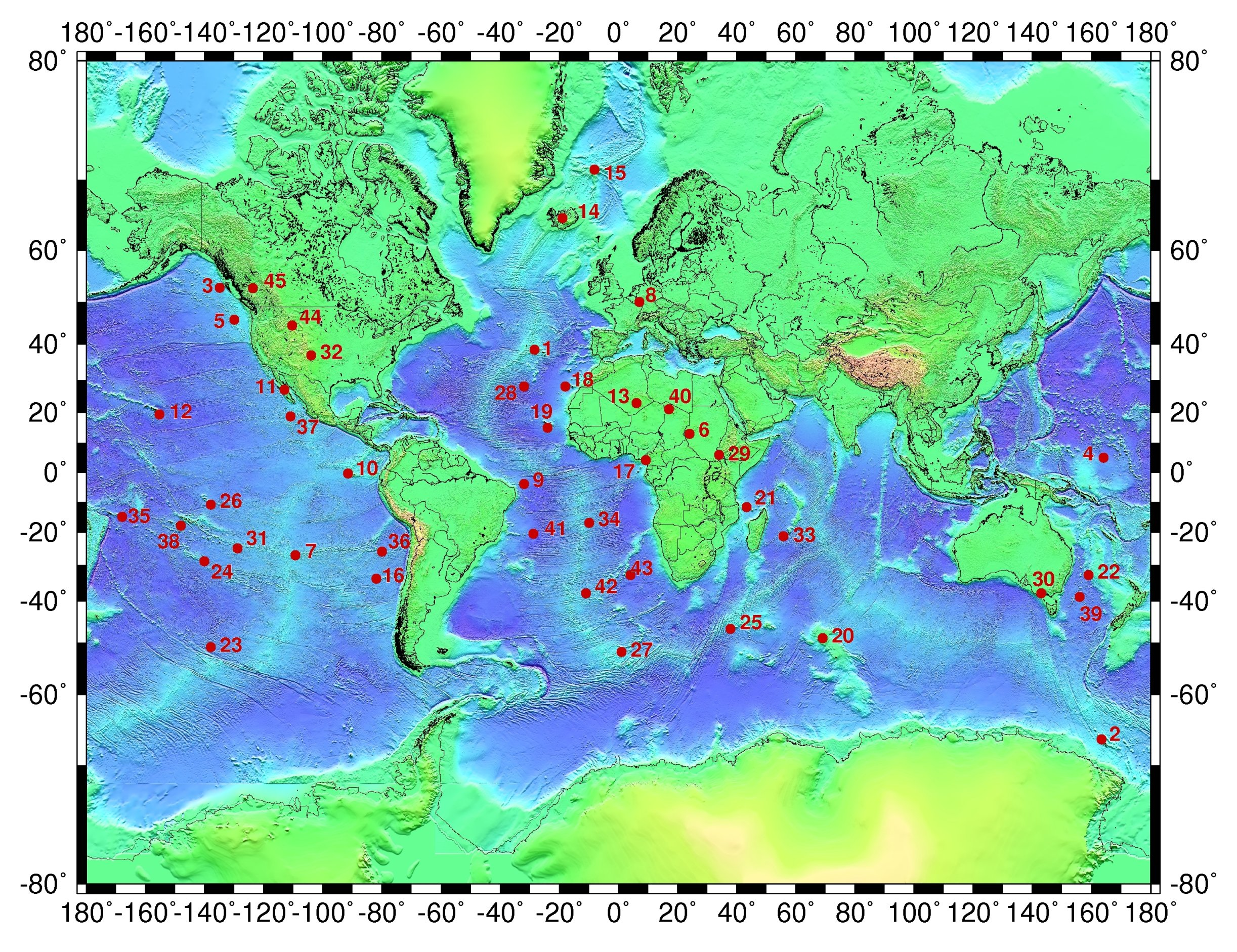
Il punto caldo dell'isola di Pasqua, situato nella parte sudorientale dell'Oceano Pacifico, è contrassegnato con il numero 7 sulla mappa.

Il punto caldo dell'Isola di Pasqua è un punto caldo vulcanico situato nella parte sudorientale dell'Oceano Pacifico.
Il punto caldo ha dato origine alla dorsale Sala y Gómez che include l'Isola di Pasqua e il vulcano sottomarino Pukao, che si trova sul fianco occidentale e più giovane della dorsale. L'isola di Pasqua, date le sue caratteristiche tettoniche e magmatiche (ridotta attività eruttiva, zone di rift sparse e scarsi collassi laterali), rappresenta un membro finale del punto caldo vulcanico in questa catena.
Il punto caldo può anche essere responsabile della formazione delle Isole Tuamotu, delle Sporadi Equatoriali e della catena di montagne sottomarine che si trovano nell'area.